# 884 до н. е.

## Події
Початок правління в Ассирії царя Ашурнасірпала ІІ. Початок завоювання Месопотамії та Фінікії.
Бісваджіт, легендарний цар держави Магадха в Індії (традиційні роки правління 884-849 рр. до н. е.).

### Астрономічні явища
- 6 січня. Часткове сонячне затемнення.[1]
- 4 червня. Часткове сонячне затемнення.[1]
- 3 липня. Часткове сонячне затемнення.[1]
- 28 листопада. Часткове сонячне затемнення.[1]